# Jarmere Jenkins
Jarmere Jenkins (* 25. November 1990 in College Park, Georgia) ist ein US-amerikanischer Tennisspieler.

## Karriere
Jarmere Jenkins spielt hauptsächlich auf der ATP Challenger Tour und der ITF Future Tour. Er konnte bislang einen Einzel- und vier Doppelsiege auf der Future Tour feiern. Auf der Challenger Tour gewann er bis jetzt das Doppelturnier in Adelaide im Jahr 2014.

## Erfolge
| Legende (Anzahl der Siege)  |
| Grand Slam                  |
| ATP World Tour Finals       |
| ATP World Tour Masters 1000 |
| ATP World Tour 500          |
| ATP World Tour 250          |
| ATP Challenger Tour (1)     |

### Doppel

#### Turniersiege
| Nr. | Datum           | Turnier  | Belag     | Partner        | Finalgegner                 | Ergebnis |
| --- | --------------- | -------- | --------- | -------------- | --------------------------- | -------- |
| 1.  | 9. Februar 2014 | Adelaide | Hartplatz | Marcus Daniell | Dane Propoggia Jose Statham | 6:4, 6:4 |